# Planned Parenthood of America

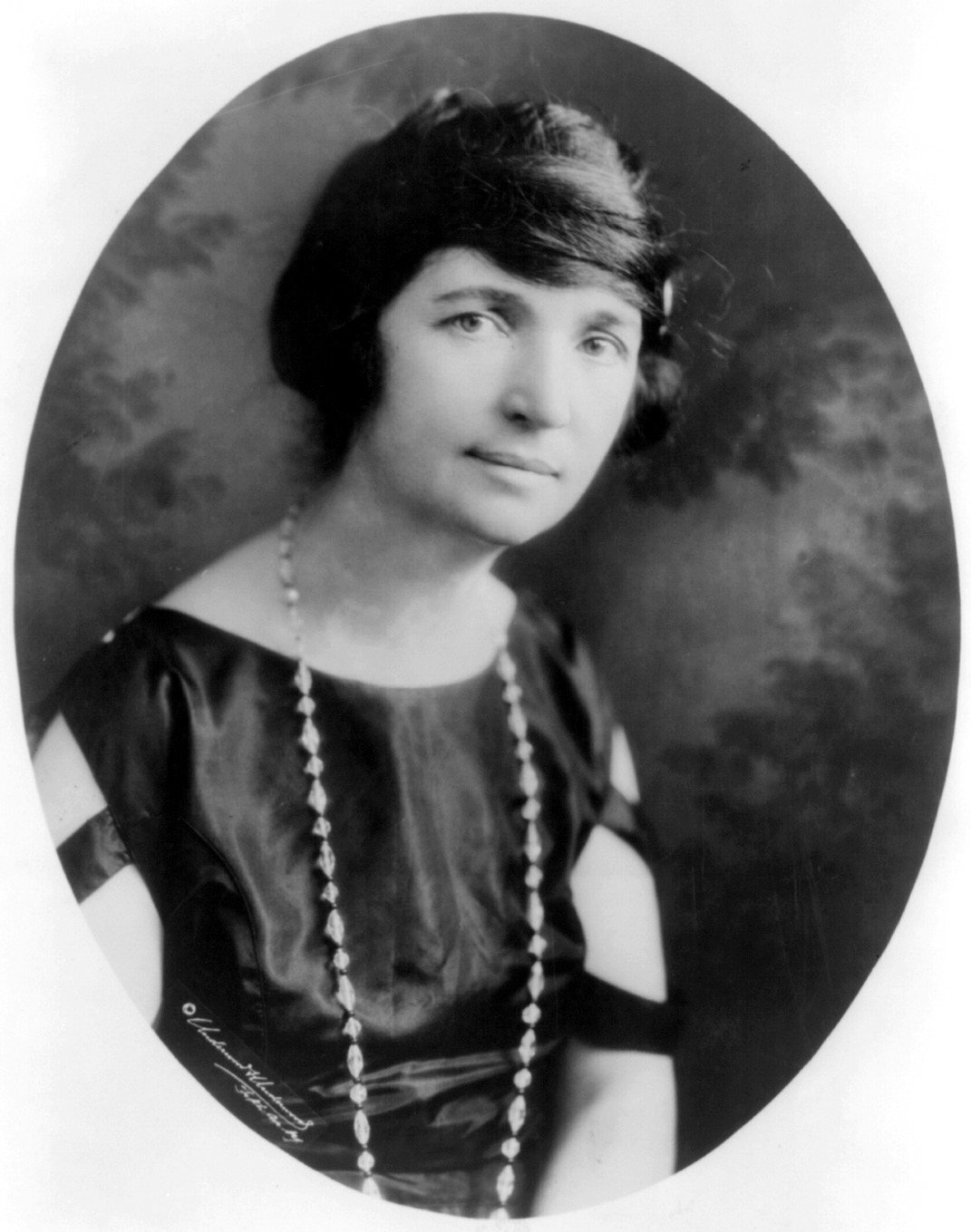
Margaret Sanger (1922), grundaren och förste president för Planned Parenthood i USA

Planned Parenthood Federation of America (PPFA) är den amerikanska medlemsorganisationen av International Planned Parenthood Federation (IPPF) och tillika en av dess största organisationer. Planned Parenthood har omfattande rådgivning och verksamhet inom en rad områden, däribland sex- och samlevnad, reproduktiv hälsa, preventivmedel och abort.

## Historik
Den 16 oktober 1916 öppnade Margaret Sanger, hennes syster Ethel Byrne och Fania Mindell den första födelsekliniken i USA i Brownsville, Brooklyn, New York. Kvinnorna blev omedelbart arresterade och satta i fängelse för brott mot "obcenitetslagen" (the Comstock Act), på grund av bilder på kliniken. Rättegången som följde ledde dock till allmänt stöd för deras syfte och även om de dömdes så blev de senare friade. Deras kampanjer ledde dessutom till omfattande förändringar i de amerikanska lagarna kring födelsekontroll och sexrådgivning.